# WCG RU Preliminaries
WCG RU Preliminaries — российские отборочные игры за право участия в чемпионате мира по киберспорту. World Cyber Games (сокращено WCG) — это крупнейший мировой чемпионат по компьютерным играм, ежегодно проводимый во многих странах и собирающий лучших игроков планеты. Российские игроки принимают активное участие в этих чемпионатах, начиная с 2001 года.

## WCG RU Preliminaries 2001
Российские отборочные игры прошли в Москве с 8 по 13 октября 2001 года. В соревнованиях приняли участие 320 игроков со всей России. Эти соревнования проводились с целью формирования российской сборной для участия в чемпионате World Cyber Games, который прошёл с 5 по 9 декабря 2001 года в корейском городе Сеуле. Призовой фонд WCG RP составил $50 000. Соревнования проводились по 3 дисциплинам:
- Quake III Duel (1 на 1)
  - 1 место — c4.LeXer (Санкт-Петербург) — полностью оплаченное участие в WCG 2001 + $3 000
  - 2 место — PELE[PK] (Санкт-Петербург) — полностью оплаченное участие в WCG 2001 + $1 800
  - 3 место — b100.kik (Екатеринбург) — полностью оплаченное участие в WCG 2001 + $1 200
- Quake III TDM (4 на 4)
  - 1 место — ForZe (Москва) — полностью оплаченное участие в WCG 2001 + $11 000
  - 2 место — T33-Noble Stand (Санкт-Петербург) — $6 600
  - 3 место — Team c58 (Москва) — $4 400
- Counter-Strike (5 на 5)
  - 1 место — M19 (Санкт-Петербург) — полностью оплаченное участие в WCG 2001 + $11 000
  - 2 место — ForZe (Москва) — $6 600
  - 3 место — BAD (Москва) — $4 400

## WCG RU Preliminaries 2002
Российские отборочные игры прошли в Москве с 3 по 8 сентября 2002 года в спорткомплексе «Дружба» (Лужники). По результатам этого турнира была сформирована российская сборная, отправившаяся на чемпионат World Cyber Games 2002, который прошёл с 28 октября по 3 ноября 2002 года в корейском городе Тэджоне. Отборочные соревнования проводились по 6 дисциплинам.
Шутеры от первого лица:
- Counter-Strike (5 на 5)
  - 1 место — M19 — полностью оплаченное участие в WCG 2002 + $13 000
  - 2 место — Arctica*Queen — $7 800
  - 3 место — c58 — $5 200
- Unreal Tournament (1 на 1)
  - 1 место — 34s.Askold — полностью оплаченное участие в WCG 2002 + $2 000
  - 2 место — forZe.Devil — $1 200
  - 3 место — c4-Dookie — $800
- Quake III Arena (1 на 1)
  - 1 место — c58-Cooller — полностью оплаченное участие в WCG 2002 + $3 000
  - 2 место — b100.death — полностью оплаченное участие в WCG 2002 + $1 800
  - 3 место — forZe.uNkind — полностью оплаченное участие в WCG 2002 + $1 200

Стратегии в реальном времени:
- StarCraft: Brood War (1 на 1)
  - 1 место — Ranger[pG] — полностью оплаченное участие в WCG 2002 + $3 000
  - 2 место — [3D]Androide — полностью оплаченное участие в WCG 2002 + $1 800
  - 3 место — Asmodey[pG] — $1 200
- Age of Empires II: The Conquerors (1 на 1)
  - 1 место — (orky)Soul — полностью оплаченное участие в WCG 2002 + $2 000
  - 2 место — Pyc_Ziptr — $1 200
  - 3 место — Posthuman — $800

Спортивный симулятор:
- FIFA Soccer 2002 (1 на 1)
  - 1 место — M19*Alex — полностью оплаченное участие в WCG 2002 + $2 000
  - 2 место — M19*Chilavert — $1 200
  - 3 место — Pekc — $800

## WCG RU Preliminaries 2003
Российские отборочные игры прошли в Москве с 7 по 11 сентября 2003 года. В соревнованиях приняли участие свыше 400 игроков из 19 регионов России. Эти соревнования проводились с целью формирования российской сборной для участия в чемпионате World Cyber Games, который прошёл с 12 по 18 октября 2003 года в Корее (Сеул). Призовой фонд WCG RP составил $53 500. Соревнования проводились по 6 дисциплинам.
Шутеры от первого лица:
- Counter-Strike (5 на 5)
  - 1 место — ForZe (Москва) — полностью оплаченное участие в WCG 2003 + $12 860
  - 2 место — emax (Москва) — $7 660
  - 3 место — a-Line (Москва) — $5 060
- Unreal Tournament 2003 (1 на 1)
  - 1 место — M19*Askold-34s (Санкт-Петербург) — полностью оплаченное участие в WCG 2003 + $2 860
  - 2 место — FM.Navigator (Санкт-Петербург) — полностью оплаченное участие в WCG 2003 + $1 660
  - 3 место — b100.Dracula.Omut (Екатеринбург) — полностью оплаченное участие в WCG 2003 + $1 060

Стратегии в реальном времени:
- StarCraft: Brood War (1 на 1)
  - 1 место — Advokate[S2] (Москва) — полностью оплаченное участие в WCG 2003 + $2 860
  - 2 место — PHellan[S2] (Москва) — полностью оплаченное участие в WCG 2003 + $1 660
  - 3 место — FM.Gerich (Санкт-Петербург) — полностью оплаченное участие в WCG 2003 + $1 060
- Warcraft III: The Frozen Throne (1 на 1)
  - 1 место — (orky)Flash (Москва) — полностью оплаченное участие в WCG 2003 + $2 160
  - 2 место — FM.Karma (Санкт-Петербург) — полностью оплаченное участие в WCG 2003 + $1 260
  - 3 место — SK.Soul (Москва) — полностью оплаченное участие в WCG 2003 + $660
- Age of Mythology (1 на 1)
  - 1 место — FM.Under (Санкт-Петербург) — полностью оплаченное участие в WCG 2003 + $1 360
  - 2 место — last_chance (Москва) — $860
  - 3 место — L_clan_iNk (Москва) — $360

Спортивный симулятор:
- FIFA Soccer 2003 (1 на 1)
  - 1 место — Pika (Пушкин) — полностью оплаченное участие в WCG 2003 + $1 260
  - 2 место — M19*Alex (Санкт-Петербург) — полностью оплаченное участие в WCG 2003 + $1 660
  - 3 место — Updater (Новосибирск) — $1 060

Кроме этого, в рамках мероприятия прошёл открытый турнир по Quake III Arena.
- 1 место — c58-Cooller
- 2 место — keep3r^v4
- 3 место — b100.death

## WCG RU Preliminaries 2004
Соревнования проводились по 6 дисциплинам.
Шутеры от первого лица:
- Counter-Strike (5 на 5)
  - 1 место — M19 — Полностью оплаченное участие в WCG 2004 + $14 400
  - 2 место — r095us.ru — Полностью оплаченное участие в WCG 2004 + $7 500
  - 3 место — ipG — Полностью оплаченное участие в WCG 2004 + $4 600
- Unreal Tournament 2004 (1 на 1)
  - 1 место — FM^Navigator — Полностью оплаченное участие в WCG 2004 + $3 700
  - 2 место — FM^BrazoR — Полностью оплаченное участие в WCG 2004 + $1 900
  - 3 место — Spank — Полностью оплаченное участие в WCG 2004 + $1 000

Стратегии в реальном времени:
- StarCraft: Brood War (1 на 1)
  - 1 место — PGC.Androide[3D] — Полностью оплаченное участие в WCG 2004 + $3 700
  - 2 место — vWeb.Advocate[S2] — Полностью оплаченное участие в WCG 2004 + $1 900
  - 3 место — RiF)EX — Полностью оплаченное участие в WCG 2004 + $1 000
- Warcraft III: The Frozen Throne (1 на 1)
  - 1 место — [64AMD]Caravaggio — Полностью оплаченное участие в WCG 2004 + $3 700
  - 2 место — r095us.ru-Soul*SK — Полностью оплаченное участие в WCG 2004 + $1 900
  - 3 место — r095us.ru-RangeR^FM — Полностью оплаченное участие в WCG 2004 + $1 000

Спортивный симулятор:
- FIFA Soccer 2004 (1 на 1)
  - 1 место — M19*Alex — Полностью оплаченное участие в WCG 2004 + $3 700
  - 2 место — M19*Wer — Полностью оплаченное участие в WCG 2004 + $1 900
  - 3 место — Pika — $1 000

Автосимулятор:
- Need for Speed: Underground (1 на 1)
  - 1 место — USSRx.Turboletik (Москва) — Полностью оплаченное участие в WCG 2004 + $3 700
  - 2 место — F1`Lev (Томск) — $1 900
  - 3 место — USSRchisUSSR (Екатеринбург) — $1 000

## WCG RU Preliminaries 2005
Соревнования проводились по 6 дисциплинам.
Шутер от первого лица:
- Counter-Strike (5 на 5)

Стратегии в реальном времени:
- StarCraft: Brood War (1 на 1)
- Warcraft III: The Frozen Throne (1 на 1)
- Warhammer 40,000: Dawn of War (1 на 1)

Спортивный симулятор:
- FIFA Soccer 2005 (1 на 1)

Автосимулятор:
- Need For Speed: Underground 2 (1 на 1)

| Дисциплины           | 1-е место  | 2-е место    | 3-е место       | 4-е место        |
| -------------------- | ---------- | ------------ | --------------- | ---------------- |
| Counter-Strike       | Virtus.pro | x4team       | Usports         | [mega] ' b100.ru |
| StarCraft: Brood War | IP.EX      | Advokate[S2] | [3D]Androide    | [3D]Escape       |
| Warcraft III         | Deadman    | Neytpoh      | Flash           | kemper           |
| Warhammer 40 000     | ecLipser   | Kostya       | 3D.pipS.ArcticA | RUW_Storm        |
| Need for Speed       | USSRxMrKOT | USSRxChisNFS | F1’Lev          | Cave             |
| FIFA Soccer 2005     | Armanius   | x4-Alex      | x4-WeR*Ocrana   | Malish           |

## WCG RU Preliminaries 2006
Соревнования проводились по 5 дисциплинам.
Шутер от первого лица:
- Counter-Strike 1.6 (5 на 5)
  - 1 место — Virtus.pro — Полностью оплаченное участие в WCG 2006 + $12 200
  - 2 место — Begrip — $6 000
  - 3 место — -DA- — $4 000

Стратегии в реальном времени:
- StarCraft: Brood War (1 на 1)
  - 1 место — [3D]Androide — Полностью оплаченное участие в WCG 2006 + $3 000
  - 2 место — AFZ)EX(ROX — Полностью оплаченное участие в WCG 2006 + $1 500
  - 3 место — Notforu[S2] — Полностью оплаченное участие в WCG 2006 + $1 000
- Warcraft III: The Frozen Throne (1 на 1)
  - 1 место — SK.Deadman — Полностью оплаченное участие в WCG 2006 + $3 000
  - 2 место — Xyligan — Полностью оплаченное участие в WCG 2006 + $1 500
  - 3 место — ROB — Полностью оплаченное участие в WCG 2006 + $1 000

Автосимулятор:
- Need For Speed: Most Wanted (1 на 1)
  - 1 место — USSRxALAN — Полностью оплаченное участие в WCG 2006 + $3 000
  - 2 место — USSRxMrRaser — Полностью оплаченное участие в WCG 2006 + $1 500
  - 3 место — ProStreet — $1 000

Спортивный симулятор:
- FIFA Soccer 2006 (1 на 1)
  - 1 место — x4-Alexx[3D] — Полностью оплаченное участие в WCG 2006 + $3 000
  - 2 место — Xaxotun — Полностью оплаченное участие в WCG 2006 + $1 500
  - 3 место — Master Show — Полностью оплаченное участие в WCG 2006 + $1 000

## WCG RU Preliminaries 2007
Соревнования проводились по 8 дисциплинам.
Шутеры от первого лица:
- Counter-Strike: 1.6 (5 на 5)
- Gears of War (4 на 4)

Стратегии в реальном времени:
- StarCraft: Brood War (1 на 1)
- Warcraft III: The Frozen Throne (1 на 1)

Спортивный симулятор:
- FIFA Soccer 2007 (1 на 1)

Автосимуляторы:
- Need for Speed: Carbon (1 на 1)
- Project Gotham Racing 3 (1 на 1)

Файтинг:
- Dead or Alive 4 (1 на 1)

| Дисциплины              | 1-е место       | 2-е место     | 3-е место        | 4-е место   |
| ----------------------- | --------------- | ------------- | ---------------- | ----------- |
| Counter-Strike          | Virtus.pro      | Begrip Gaming | forZe            | A-Gaming    |
| StarCraft: Brood War    | 3D.Notforu      | iP.EX         | [3D]Androide     | fAke.gOgna  |
| Warcraft III            | Fnatic Xyligan  | iP.Swift      | mouz.Wazap.Titan | Fnatic.Rob  |
| Need for Speed          | Alan            | N1TROUS       | Mr.Raser         | TiPro       |
| FIFA Soccer 2007        | Alexxx          | hackerfifa    | Wer              | 1T*Dimas    |
| Gears of War            | XboxRussia Team | Shu-Shu       | Fox-hound-elite  | ЖecTb       |
| Dead or Alive 4         | Staryi          | RealFox       | Red Cardinal     | BesStydNick |
| Project Gotham Racing 3 | Boogy           | Norni         | Lucky            | Zik12       |

## WCG RU Preliminaries 2008
Российские отборочные игры прошли в Москве с 12 по 14 сентября 2008 года. Соревнования проводились по 5 дисциплинам.
Шутер от первого лица:
- Counter-Strike (5 на 5)
  - 1 место — Putb — Полностью оплаченное участие в WCG 2008 + $12 000
  - 2 место — EYE — $6 000
  - 3 место — A-Gaming — $4 000

Стратегии в реальном времени:
- StarCraft: Brood War (1 на 1)
  - 1 место — RoX.Pomi (Родионов Сергей, г. Санкт-Петербург) — Полностью оплаченное участие в WCG 2008 + $3 000
  - 2 место — RoX.Localhost (Лопатин Виктор, г. Санкт-Петербург) — Полностью оплаченное участие в WCG 2008 + $1 500
  - 3 место — RoX.Brat_OK (Кузнецов Павел, Санкт-Петербург) — Полностью оплаченное участие в WCG 2008 + $1 000
- Warcraft III: The Frozen Throne (1 на 1)
  - 1 место — GG.Xyligan (Рябков Михаил, г. Волгоград) — Полностью оплаченное участие в WCG 2008 + $3 000
  - 2 место — Quaix (Борис Леконцев, г. Москва) — Полностью оплаченное участие в WCG 2008 + $1 500
  - 3 место — nWo.Sting (Шереметов Юрий, г. Сочи) — Полностью оплаченное участие в WCG 2008 + $1 000

Спортивный симулятор:
- FIFA Soccer 2008 (1 на 1)
  - 1 место — Slame (Занин Иван, г. Магнитогорск) — Полностью оплаченное участие в WCG 2008 + $3 000
  - 2 место — Pika (Максимов Константин, г. Пушкин) — Полностью оплаченное участие в WCG 2008 + $1 500
  - 3 место — Malish (Савощенко Роман, г. Москва) — Полностью оплаченное участие в WCG 2008 + $1 000

Автосимулятор:
- Need for Speed: ProStreet (1 на 1)
  - 1 место — USSRxProStreet (Николаев Валерий, г. Якутск) — Полностью оплаченное участие в WCG 2008 + $3 000
  - 2 место — USSRxMrRASER (Фронтов Николай Юрьевич, г. Москва) — Полностью оплаченное участие в WCG 2008 + $1 500
  - 3 место — Prior.eSports | MrTUNER (Бутаков Юрий Игоревич, г. Братск) — Полностью оплаченное участие в WCG 2008 + $1 000

В связи с тем, что у игроков Rush3D_Malish (FIFA), n!Quai и yDk.Sting (Warcraft 3: TFT) возникли проблемы с визой и загранпаспортом, они не смогли принять участие в грандфинале WCG. Их заменили соответственно: Rush3D_Alexx, EYE.Nicker и Happy.

## WCG RU Preliminaries 2009
Соревнования проводились по 6 дисциплинам.
Шутер от первого лица:
- Counter-Strike (5 на 5)
  - 1 место — tp.uSports (г. Москва) — Полностью оплаченное участие в WCG 2009 + $6 000
  - 2 место — Virtus.pro (г. Москва) — Неоплаченное участие в WCG 2009 + $4 500
  - 3 место — forZe (г. Москва) — $3 500

Стратегии в реальном времени:
- StarCraft: Brood War (1 на 1)
  - 1 место — RoX.KIS.BRAT_OK (Кузнецов Павел, г. Санкт-Петербург) — Полностью оплаченное участие в WCG 2009 + $1 500
  - 2 место — RoX.KIS.Bruce (Уткин Игорь, г. Санкт-Петербург) — Полностью оплаченное участие в WCG 2009 + $1 000
  - 3 место — RoX.KIS.Advokate (Демичев Дмитрий, г. Москва) — Неоплаченное участие в WCG 2009 + $800
- Warcraft III: The Frozen Throne (1 на 1)
  - 1 место — EG.Happy (Костин Дмитрий, г. Москва) — Полностью оплаченное участие в WCG 2009 + $1 500
  - 2 место — Naps (Шатохин Никита, г. Москва) — Полностью оплаченное участие в WCG 2009 + $1 000
  - 3 место — ieS.WX.Rob (Абдрахманов Роберт, г. Уфа) — Неоплаченное участие в WCG 2009 + $800

Спортивный симулятор:
- FIFA Soccer 2009 (1 на 1)
  - 1 место — USSRxXaxotun (Строганов Кирилл, г. Москва) — Полностью оплаченное участие в WCG 2009 + $1 500
  - 2 место — RoX.KIS.Malish (Савощенко Роман, г. Москва) — Неоплаченное участие в WCG 2009 + $1 000
  - 3 место — USSRxterstas (Терентьев Станислав, г. Москва) — Неоплаченное участие в WCG 2009 + $800

Автосимулятор:
- Asphalt 4: Elite Racing (1 на 1)
  - Филипп Мусури — Полностью оплаченное участие в WCG 2009

Логическая игра:
- Wise Star 2 (1 на 1)
  - Владимир Емельяненко — Полностью оплаченное участие в WCG 2009

## WCG RU Preliminaries 2010
Соревнования проводились по 7 дисциплинам.
Шутер от первого лица:
- Counter-Strike (5 на 5)
  - 1 место — u.s.b (г. Москва) — Полностью оплаченное участие в WCG 2010 + $6 000
  - 2 место — forZe (г. Москва) — Неоплаченное участие в WCG 2010 + $4 500
  - 3 место — Iron Will (г. Москва) — $3 500
  - 4 место — a-Gaming.ru (г. Омск) — $2 000

Стратегии в реальном времени:
- StarCraft: Brood War (1 на 1)
  - 1 место — RoX.KIS.BRAT_OK (Кузнецов Павел, г. Санкт-Петербург) — Полностью оплаченное участие в WCG 2010 + $1 500
  - 2 место — RoX.KIS.Advokate (Демичев Дмитрий, г. Москва) — Полностью оплаченное участие в WCG 2010 + $1 000
  - 3 место — iFU.Heme (Хамидуллин Илья Равильевич, г. Иркутск) — Неоплаченное участие в WCG 2010 + $800
  - 4 место — RoX.KIS.Pomi (Родионов Сергей, г. Санкт-Петербург) — $600
- Warcraft III: The Frozen Throne (1 на 1)
  - 1 место — Happy (Костин Дмитрий, г. Москва) — Полностью оплаченное участие в WCG 2010 + $1 500
  - 2 место — RoX.KIS.nicker (Помадов Никита Андреевич, г. Пермь) — Полностью оплаченное участие в WCG 2010 + $1 000
  - 3 место — ElG.Naps (Шатохин Никита, г. Москва) — Неоплаченное участие в WCG 2010 + $800
  - 4 место — RAGE.Niam (Хорани Халед, г. Ростов-на-Дону) — $600

Спортивный симулятор:
- FIFA Soccer 2010 (1 на 1)
  - 1 место — USSR.frostee (Матвиенко Олег Олегович, г. Краснодар) — Полностью оплаченное участие в WCG 2010 + $1 500
  - 2 место — semjke (Дуденко Семен Николаевич, г. Томск) — Полностью оплаченное участие в WCG 2010 + $1 000
  - 3 место — USSRxPark (Лотоцкий Владислав, г. Москва) — Неоплаченное участие в WCG 2010 + $800
  - 4 место — USSRxXaxotun (Строганов Кирилл, г. Москва) — $600

Автосимулятор
- Forza Motorsport 3
  - 1 место — COE DARKMAX (Чернов Максим, г. Москва) — Полностью оплаченное участие в WCG 2010

Файтинг
- Tekken 6
  - 1 место — Sim (Суслов Игорь, г. Тверь) — Полностью оплаченное участие в WCG 2010

Ритм симулятор
- Guitar Hero 5
  - 1 место — Hell Knight (Дмитрий Федюк, г. Новосибирск) — Полностью оплаченное участие в WCG 2010
  - 3 место — COE SPINCH (Богданов Василий, г. Москва)

Кроме этого, в рамках мероприятия прошёл турнир по Point Blank.
- 1 место — PyJIoH Gaming! O_O (г. Санкт-Петербург) — $6 000
- 2 место — Ncsky (г. Ростов-на-Дону) — $4 500
- 3 место — eXistenz (г. Цивильск) — $3 500

## WCG RU Preliminaries 2011
Соревнования проводились по 4 дисциплинам.
Шутер от первого лица:
- Counter-Strike (5 на 5)[17]
  - 1 место — Moscow Five — Оплаченная квота на WCG 2011 + $6.000
  - 2 место — Virtus.pro — Квота на WCG 2011 + $4.500
  - 3 место — 44 — $3.500
  - 4 место — 59`57 #Rigid — Подарки от спонсоров

Стратегии в реальном времени:
- StarCraft II (1 на 1)[18]
  - 1 место — Empire.Happy — $1200 + оплаченная квота на WCG 2011
  - 2 место — Empire.Aristeo — $1000 + оплаченная квота на WCG 2011
  - 3 место — ROX.KIS.TITAN — $800 + квота на WCG 2011
- Warcraft III: The Frozen Throne (1 на 1)[19]
  - 1 место — Empire.HawK — $1200 + оплаченная квота на WCG 2011
  - 2 место — eSahara.Cash — $1000 + оплаченная квота на WCG 2011
  - 3 место — Nicker — $800 + квота на WCG 2011

Спортивный симулятор:
- FIFA 11 (1 на 1)[20]
  - 1 место — Park — $1200 + оплаченная квота на WCG 2011
  - 2 место — Bydlo — $1000 + оплаченная квота на WCG 2011
  - 3 место — lacoste — $800 + квота на WCG 2011

Кроме этого, в рамках мероприятия прошли турниры по Point Blank, War Inc. и Rage of Titans.

## WCG RU Preliminaries 2012
Соревнования проводились по 5 дисциплинам.
- StarCraft II
  - Первое место — Empire.Happy — квота на гранд-финал WCG 2012
  - Второе место — VPBenQ.Turuk — призы от спонсоров
  - Третье место — ROX.KIS.TitaN и  VPBenQ.sLivko — призы от спонсоров
- FIFA 12
  - Первое место — zNation.kefir — квота на гранд-финал WCG 2012
  - Второе место — Mana — призы от спонсоров
  - Третье место — DJONI и Puti — призы от спонсоров
- Dota 2
  - Первое место — M5.BenQ — квота на гранд-финал WCG 2012
  - Второе место — Garaj.Gaming — призы от спонсоров
- World of Tanks
  - Первое место — The Red — квота на гранд-финал WCG 2012
  - Второе место — Virtus.pro — призы от спонсоров
- Point Blank
  - Первое место — RoX.KIS — квота на гранд-финал WCG 2012
  - Второе место — zNation — призы от спонсоров

## WCG RU Preliminaries 2013
Соревнования проводились по 5 дисциплинам.
- StarCraft II
  - Первое место —  Brat_OK — квота на финал WCG 2013
  - Второе место —  Rox.KIS.LiveZerg — квота на финал WCG 2013
- League of Legends
  - Первое место —  mjaso — квота на финал WCG 2013
  - Второе место —  White Horse
- FIFA
  - Первое место —  elinho — квота на финал WCG 2013
  - Второе место —  Aruhito73
- World of Tanks
  - Первое место —  RR-Unity — квота на финал WCG 2013
  - Второе место —  M1ND
- CrossFire
  - Первое место —  Jeremiah — квота на финал WCG 2013
  - Второе место —  TheRED